# Spartacus : Les Dieux de l'arène
Pour les articles homonymes, voir Spartacus (homonymie).
Spartacus : Les Dieux de l'arène (Spartacus: Gods of the Arena) est une mini-série télévisée américaine en six épisodes de cinquante minutes, créée par Steven S. DeKnight et diffusée entre le 21 janvier et le 25 février 2011 sur Starz.
Préambule de la série télévisée Spartacus, elle a enregistré aux États-Unis des audiences supérieures à la première saison de la série originale. Le sixième et dernier épisode a réalisé la meilleure audience historique de la franchise avec 1,72 million de téléspectateurs.
En France, cette série a été diffusée en mai 2011 sur la chaîne payante OCS Choc, puis en clair depuis le 11 octobre 2012 sur W9. En Belgique et au Luxembourg, elle a été diffusée sur BeTV.

## Description

### Synopsis
Cette série comporte six épisodes et est centrée sur le passé de Lucretia et de Batiatus. Elle met en scène Gannicus, le précédent champion de Capoue.

### Conclusion
Les personnages suivants sont encore en vie à la fin de la préquelle : Ashur, Barca, Quintus Lentulus Batiatus, Crixus, Gannicus, Gnaeus, Lucretia, Naevia, Œnomaüs, Rhaskos, Solonius et Vettius.

## Distribution et personnages
Classés par présence par épisodes :
- Nick E. Tarabay (VF : Vincent Ropion) : Ashur
- Antonio Te Maioha (en) (VF : Antoine Tomé) : Barca
- John Hannah (VF : Georges Caudron) : Quintus Lentulus Batiatus
- Manu Bennett (VF : Gilles Morvan) : Crixus
- Shane Rangi (VF : Patrice Keller) : Dagan
- Jessica Grace Smith (en) (VF : Agathe Schumacher) : Diona
- Dustin Clare (VF : Laurent Morteau) : Gannicus
- Raicho Vasilev (en) : Gnaeus
- Lucy Lawless (VF : Céline Monsarrat) : Lucretia
- Lesley-Ann Brandt (VF : Flora Kaprielian) : Naevia
- Peter Mensah (VF : Thierry Desroses) : Œnomaüs
- Ioane King : Rhaskos
- Craig Walsh Wrightson (VF : Jean Barney) : Solonius
- Stephen Lovatt (en) (VF : Patrick Laplace) : Tullius
- Marisa Ramirez (VF : Nathalie Bienaimé) : Melitta
- Gareth Williams (VF : Benoît DuPac) : Vettius
- Jaime Murray (VF : Marie Zidi) : Gaia
- Jeffrey Thomas (VF : Philippe Catoire) : Titus Lentulus Batiatus
- Josef Brown (en) (VF : Clause Lesko) : Auctus
- Temuera Morrison : Ulpius/Doctore

Seuls les personnages de Batiatus, Crixus, Gannicus et Œnomaüs sont historiques.

## Production

### Développement
Annoncée dès avril 2010 pour pallier l'arrêt du tournage de la deuxième saison dû à la maladie d'Andy Whitfield, une préquelle intitulée Spartacus : Les Dieux de l'arène, a été mise en pré-production plus tôt le mois suivant.

### Tournage
Le tournage s'est déroulé au studio Mount Wellington à Auckland en Nouvelle-Zélande tout comme la première saison de Spartacus : Le Sang des gladiateurs.

### Casting
John Hannah, Lucy Lawless, Peter Mensah et Manu Bennett sont de retour dans leurs rôles respectifs. Le casting est complété par les acteurs Dustin Clare, Jaime Murray et Marisa Ramirez.

### Fiche technique
Sauf indication contraire, les informations mentionnées dans cette section peuvent être confirmées par la base de données cinématographiques IMDb,  présente dans la section « Liens externes ».
- Titre français : Spartacus : Les Dieux de l'arène
- Titre original : Spartacus: Gods of the Arena
- Créateur : Steven S. DeKnight
- Réalisation : John Fawcett, Michael Hurst, Rick Jacobson, Brendan Maher et Jesse Warn.
- Scénario : Brent Fletcher, Steven S. DeKnight, Seamus Kevin Fahey, Misha Green, Aaron Helbing, Todd Helbing, Maurissa Tancharoen et Jed Whedon.
- Musique : Joseph LoDuca
- Production : Steven S. DeKnight, Joshua Donen, Brent Fletcher, Moira Grant, Paul Grinder, Rick Jacobson, Charles Knight, Aaron Lam, Sam Raimi, Chloe Smith, Maurissa Tancharoen, Robert Tapert et Jed Whedon
- Société de production : Starz
- Format : Couleur - 1,78 : 1 - Son Dolby Digital
- Pays d'origine :  États-Unis
- Langue d'origine : Anglais
- Genre : dramatique, péplum
- Durée : 50 minutes
- Version française réalisée par :
  - Société de doublage : Audiophase
  - Direction artistique : Régis Reuilhac[13]

## Liste des épisodes
1. Un lourd passé (Past Transgressions)
2. Missio
3. Pater familias (Paterfamilias)
4. Derrière le masque (Beneath the Mask)
5. Conséquences (Reckoning)
6. L'Amère fin (The Bitter End)

## DVD/Blu-Ray en France
- Spartacus : Les Dieux de l'arène - Coffret de la Saison 1 sortie le 7 novembre 2012 en DVD[14] et Blu-Ray[15].
- Spartacus : Le sang des gladiateurs - Les Dieux de l'arène - Coffret sortie le 7 novembre 2012 en DVD[16] et Blu-Ray[17].
- Spartacus - Coffret intégral des séries sortie le 21 décembre 2013 en DVD[18] et Blu-Ray[19].